# Georges Dolley
Pour les articles homonymes, voir Dolley.
Georges Henri René Salomon dit Georges Dolley, né le 13 décembre 1882 dans le 5e arrondissement de Paris et mort le 17 mai 1958 à l'hôpital Bichat dans le 18e arrondissement, est un réalisateur, scénariste, dialoguiste et producteur de cinéma français.

## Carrière au théâtre
- 1924 : La Fleur d'oranger, comédie en 3 actes avec André Birabeau, à la Comédie-Caumartin (2 février). Reprise en 1945 à la Comédie de Genève (15 février) et en 1978 au théâtre de la Cigale de Lyon (10 décembre).
- 1925 : Amours, délices..., comédie en 3 actes avec Albert-Jean, à la Comédie-Caumartin (8 avril)
- 1926 : Le Mage du Carlton, comédie en 3 actes et 4 tableaux avec Léopold Marchand, à la Comédie-Caumartin (13 mai)
- 1933 : À la Belle bergère, opérette en 3 actes et 4 tableaux avec Jean Nohain, musique de Mireille, au théâtre des Capucines (8 avril)
- 1939 : La Chair de poule, comédie en 3 actes avec Pierre Chaine, au théâtre de l'Humour (19 janvier)
- 1939 : La Reine du trapèze, pièce en 3 actes avec Pierre Chaine et Max Viterbo, au théâtre de l'Empire (11 mai)

## Carrière au cinéma
comme scénariste
- 1930 : Le Roi de Paris de Léo Mittler
- 1930 : La Prison en folie de Henry Wulschleger et Georges Bernier
- 1931 : Mon ami Victor d'André Berthomieu
- 1931 : Opernredoute de Max Neufeld
- 1931 : La Fille et le garçon de Wilhelm Thiele et Roger Le Bon
- 1931 : Côte d'Azur de Roger Capellani
- 1931 : Grains de beauté de Pierre Caron
- 1931 : Boule de gomme de Georges Lacombe
- 1931 : Bric-à-brac et Compagnie d'André Chotin
- 1931 : Plein la vue d'Edmond Carlus
- 1932 : La Fleur d'oranger de Henry Roussell
- 1932 : Zwei Herzen und ein Schlag de Wilhelm Thiele
- 1932 : Les Gaietés de l'escadron de Maurice Tourneur
- 1932 : Baby de Carl Lamac et Pierre Billon
- 1932 : Mimi Pandore de Roger Capellani
- 1933 : Feu Toupinel de Roger Capellani
- 1933 : Le Fakir du Grand Hôtel de Pierre Billon
- 1933 : Noces et banquets de Roger Capellani
- 1933 : Professeur Cupidon de Robert Beaudoin et André Chemel
- 1934 : Votre sourire de Monty Banks et Pierre Caron
- 1934 : L'Aristo d'André Berthomieu
- 1936 : La Dame de Vittel de Roger Goupillières
- 1936 : Le Mari rêvé de Roger Capellani
- 1947 : Carré de valets d'André Berthomieu

comme dialoguiste
- 1930 : Le Roi de Paris de Léo Mittler
- 1931 : Grains de beauté de Pierre Caron
- 1932 : Les Gaietés de l'escadron de Maurice Tourneur
- 1932 : Madame ne veut pas d'enfants de Hans Steinhoff et Constantin Landau
- 1933 : Le Fakir du Grand Hôtel de Pierre Billon
- 1933 : Du haut en bas de Georg Wilhelm Pabst

comme producteur
- 1931 : Mon ami Victor d'André Berthomieu

## Publications
- 1922 : La Garçonnière rêvée, éditions Flammarion, Paris
- 1924 : Les Aventures merveilleuses de Capoulade de Marseille, avec André Mouëzy-Éon, ill. Moriss, éditions Flammarion, Paris
- 1924 : La Fleur d'oranger, avec André Birabeau, éditions La Petite Illustration, collection Théâtre
- 1925 : Le Cupidon joufflu. Contes gais., éditions de France, Paris
- 1926 : Le Mage du Carlton, avec Léopold Marchand, revue Comœdia, Paris 14 mai 1926
- 1927 : Phénomènes, éditions La Nouvelle Revue Critique, Paris
- 1931 : Côte d'Azur, avec André Birabeau, éditions La Petite Illustration, collection Théâtre
- 1932 : La Musique et la danse et la nuit, avec Otto Stransky, éditions H. Benjamin
- 1951 : Sous la couverture. Contes gais, éditions De La Corne D'or, Nice
- Sans date : Idylle moderne, Éditions Rouff, Paris.

## Distinctions
- Officier d'Académie (1913)
- Officier de l'Instruction publique (1922)
- Chevalier de la Légion d'Honneur (1935)